# Alisha Glass
Alisha Rebecca Glass, coniugata Childress (Leland, 5 aprile 1988), è un'allenatrice di pallavolo e pallavolista statunitense, palleggiatrice delle Vegas Thrill.

## Biografia
È sposata con l'ex cestista Josh Childress, dal quale ha avuto due figlie, Maya e Mina.

## Carriera

### Giocatrice

#### Club
La carriera di Alisha Glass inizia nei tornei scolastici del Michigan, giocando contemporaneamente a pallavolo e a pallacanestro (allenata rispettivamente da sua madre Laurie e da suo nonno Larry) con la Leland HS. Dopo il diploma approda nella lega universitaria di NCAA Division I, partecipandovi dal 2006 al 2009 con la Penn State: si aggiudica tre titoli di nazionali consecutivi, impresa fino ad allora non riuscita mai a nessuna squadra e riceve numerosi riconoscimenti individuali.
Nella stagione 2010-11, viene ingaggiata in Brasile dal GRER, in Superliga, mentre nella stagione seguente passa al club polacco dell'Atom Trefl Sopot, in Liga Siatkówki Kobiet, conquistando lo scudetto. Nel campionato 2012-13 viene ingaggiata dall'Universal Modena, nella Serie A1 italiana: a causa dei problemi economici e della conseguente chiusura del suo club, nel febbraio 2013 va a giocare a Porto Rico con le Criollas de Caguas, ma già nel mese di marzo passa alle Indias de Mayagüez, con le quali vince lo scudetto. Nel campionato successivo si trasferisce in Turchia, ingaggiata dal Fenerbahçe, in Voleybol 1. Ligi, conquistando la Coppa CEV.
Nella stagione 2014-15 ritorna in Italia vestendo la maglia dell'Imoco di Conegliano, in Serie A1, con cui resta per due annate, vincendo lo scudetto al termine del campionato 2015-16, in cui conclude la sua carriera a livello di club. Nel 2022, dopo sei anni, torna in campo per disputare la seconda edizione dell'Athletes Unlimited; dopo aver preso parte anche all'Exhibition Tour e all'edizione 2023 dell'Athletes Unlimited, viene ingaggiata dalle Vegas Thrill, con cui disputa la Pro Volleyball Federation 2024, venendo inoltre premiata come giocatrice d'ispirazione e inserita nell'All-PVF Second Team.
Partecipa poi alla quarta edizione dell'Athletes Unlimited, prima di fare nuovamente la staffetta con la Pro Volleyball Federation 2025, indossando ancora la casacca delle Vegas Thrill.

#### Nazionale
Fa parte della nazionale statunitense Under-18 che si aggiudica la medaglia d'oro al campionato nordamericano 2004, dove viene premiata come miglior servizio.
Nel 2009 ottiene le prime convocazioni in nazionale, con cui un anno dopo vince la medaglia di bronzo alla Coppa panamericana e l'oro al World Grand Prix, dove viene premiata come miglior palleggiatrice. Nel 2011 vince nuovamente l'oro al World Grand Prix e il bronzo alla Coppa panamericana; si aggiudica inoltre la medaglia d'oro al campionato nordamericano e quella d'argento alla Coppa del Mondo. Un anno dopo conquista la terza medaglia d'oro al consecutiva al World Grand Prix, insignita del premio come miglior palleggiatrice, e un altro oro alla Coppa panamericana, successo bissato anche nell'edizione successiva.
Nel 2013 vince nuovamente il campionato continentale, ricevendo ancora un premio come miglior palleggiatrice, e l'argento alla Grand Champions Cup. In seguito vince il campionato mondiale 2014 e viene proclamata miglior palleggiatrice della competizione. Nel 2015 arriva alla medaglia di bronzo alla Coppa del Mondo, per poi aggiudicarsi l'oro al campionato nordamericano, mentre nel 2016 vince l'argento al World Grand Prix e il bronzo ai Giochi della XXXI Olimpiade, premiata inoltre come miglior palleggiatrice: al termine del torneo olimpico annuncia il suo ritiro dalla pallavolo agonistica.

### Allenatrice
Nel 2018 fa la sua prima esperienza da allenatrice, ricoprendo il ruolo di assistente nella nazionale statunitense impegnata nella Coppa panamericana, dove conquista la medaglia d'oro. Un anno dopo fa il suo ingresso nello staff di Kevin Hambly alla Stanford, nel ruolo di assistente allenatrice, restandovi per un biennio e conquistando un titolo nazionale.

## Palmarès

### Giocatrice

#### Club
- NCAA Division I: 3

2007, 2008, 2009
- Campionato polacco: 1

2011-12
- Campionato portoricano: 1

2013
- Campionato italiano: 1

2015-16
- Coppa CEV: 1

2013-14

#### Nazionale (competizioni minori)
- Campionato nordamericano Under-18 2004
- Coppa panamericana 2010
- Coppa panamericana 2011
- Coppa panamericana 2012
- Coppa Panamericana 2013

#### Premi individuali
- 2004 - Campionato nordamericano: Miglior servizio
- 2007 - All-America Second Team
- 2007 - NCAA Division I: Sacramento National All-Tournament Team
- 2008 - All-America First Team
- 2008 - NCAA Division I: University Park Regional All-Tournament Team
- 2008 - NCAA Division I: Nebraska National All-Tournament Team
- 2009 - All-America First Team
- 2009 - NCAA Division I: Gainesville Regional All-Tournament Team
- 2009 - NCAA Division I: Tampa National All-Tournament Team
- 2010 - World Grand Prix: Miglior palleggiatrice
- 2013 - World Grand Prix: Miglior palleggiatrice
- 2013 - Campionato nordamericano: Miglior palleggiatrice
- 2014 - Campionato mondiale: Miglior palleggiatrice
- 2016 - Qualificazioni ai Giochi della XXXI Olimpiade: Miglior palleggiatrice
- 2016 - Giochi della XXXI Olimpiade: Miglior palleggiatrice
- 2024 - Pro Volleyball Federation: Giocatrice d'ispirazione
- 2024 - Pro Volleyball Federation: All-PVF Second Team

### Allenatrice

#### Club
- NCAA Division I: 1

2019

#### Nazionale (competizioni minori)
- Coppa panamericana 2018